# Rafael Martínez Esteve
Rafael Martínez Esteve (Valencia, 17 de febrero de 1894-Madrid, 23 de abril de 1965) fue un piloto y militar español. Es conocido por ser uno de los pioneros de la aviación española, y por su participación en el raid aéreo de la «Patrulla Elcano».

## Biografía
Nacido el 17 de febrero de 1894 en Valencia, procedente de una familia liberal moderada. Ingresó en 1911 en la Academia de Infantería de Toledo, junto a Ramón Franco, con quien mantuvo desde entonces una cercana relación. En 1916, tras años preparándose en la academia, ascendió a teniente, y en 1920 es admitido como alumno en el curso para pilotos de aviación que se organizó en el aeródromo de Los Alcázares. Aquel mismo año ascendió a capitán y un año después, el 30 de junio de 1921, se licenció como piloto militar y se casó con Alicia Vircondelet Gómez.
Fue destinado al Marruecos español, donde quedó adscrito a las Fuerzas Aéreas de África e intervino en diversas operaciones militares operando los biplanos Breguet XIV. Sus actuaciones en Marruecos le supusieron ganar varias condecoraciones, como la Orden de María Cristina. Durante su estancia en el norte de África aprendió árabe, idioma que se unía a su anterior dominio del francés y el inglés. Martínez Esteve perteneció a la generación de los primeros pilotos militares españoles, recibiendo condecoraciones e intervino en diversas acciones militares siendo así distinguido en varias ocasiones.

### Raids aéreos
Al igual que otros pilotos de la época, Martínez Esteve también destacó por su participación en algunos de vuelos internacionales que dieron renombre a la Aviación Española. En enero de 1923 formó parte de la expedición que enlazó por vía aérea la Península ibérica con las islas Canarias. 
Al año siguiente se unió a los también aviadores Eduardo González-Gallarza y Joaquín Loriga Taboada en la idea de llevar a cabo un vuelo que uniese España con las lejanas islas Filipinas, algo que hasta entonces todavía no se había hecho. Martínez Esteve, por antigüedad, tendría el mando de la que se llamó «Patrulla Elcano». La escuadrilla compuesta por tres aviones Breguet XIX salió del aeródromo de Cuatro Vientos el 5 de abril de 1926, y cuatro días después ya se encontraban en El Cairo, a donde habían llegado sin grandes dificultades. El día 11 reanudaron el vuelo, esta vez con destino a Bagdad, sobrevolando los inhóspitos desiertos de Arabia. El avión de Martínez Esteve tuvo diversos percances ya que uno de los neumáticos explotó y el motor se paró en pleno en vuelo, por lo que tuvo que planear hasta tocar tierra en pleno desierto sirio. Martínez Esteve y su mecánico, Calvo, tardaron cinco días en ser descubiertos por la RAF británica, siendo trasladados a un hospital de Amán.
Tras recuperarse, Martínez Esteve logró recuperar su biplano Breguet XIX y embarcó rumbo a España junto a su mecánico. Se le privó de compartir con Gallarza y Loriga la gloria de la hazaña. Esta será una de las causas de su oposición, a partir de entonces, a la dictadura de Primo de Rivera y al régimen monárquico que la soportaba.

### Años posteriores
De regreso a España, en abril de 1927 ascendió al rango de comandante por méritos de guerra y fue nombrado comandante de la 1.ª Escuadrilla del Grupo 33, con base en el aeródromo de Burgos. Posteriormente fue destinado a la base aérea de Los Alcázares para asistir a un curso para el pilotaje de hidroaviones. En 1928 se licencia como piloto de hidroaviones y es destinado a la base aeronaval El Atalayón, en la Mar Chica, como jefe del 10.º Grupo de las Fuerzas Áreas de África. El aviador fue elegido por Ramón Franco, hermano del futuro dictador, para tomar parte en su proyecto de dar la vuelta al mundo a bordo de un hidroavión cuatrimotor.
Cuando en abril de 1931 se produjo la proclamación de la Segunda República se encontraba destinado en la Escuadra n.º 1 con base en Getafe. Durante los siguientes años estuvo destinado en París en el Estado Mayor de la 2.ª División Aérea del Armée de l’Air y posteriormente, en 1933, fue nombrado jefe de la aviación de zona oriental de Marruecos, con sede en la base aérea del Atalayón. En diciembre de 1935 ascendió al rango de teniente de coronel.
En febrero de 1936 fue nombrado comandante de la 2.ª Escuadra Aérea y jefe de la base aérea de Tablada, donde le sorprendió el comienzo de la Guerra Civil Española. Los militares alzados de Sevilla intentaron deponer a Martínez Esteve, pero este se resistió y detuvo a los oficiales comprometidos con la conspiración. Envió varios destacamentos para bloquear las entradas al aeródromo y organizó la resistencia. El gobernador civil, Varela, pidió por teléfono a Martínez Esteve que bombardease a los sublevados, pero Esteve se negó a hacerlo.  Pese a su lealtad republicana, la extraordinaria condición humana de Martínez Esteve se pone de manifiesto cuando, el mismo día y al recibir órdenes del gobierno de bombardear los barrios de la ciudad de Sevilla controlados por las fuerzas sublevadas, se niega a ejecutarlas por el riesgo que ello podía suponer para la población civil.
Esta decisión le acarreará, en la tarde del 18 de Julio, ser privado del mando de la Base de Tablada por decisión del Capitán Antonio Rexach, que se había trasladado a Tablada desde Madrid para organizar, desde allí, el bombardeo de los sublevados. Paradójicamente, Rexach nombra Jefe provisional de la Base de Tablada al Capitán Azaola, quien estaba secretamente comprometido con los sublevados.
Al anochecer del 19 de Julio, las fuerzas sublevadas se hacen con el control de la Base Aérea de Tablada. Martínez Esteve, acusado de haber permitido los bombardeos que durante todo el día se habían producido sobre Tetuán y Larache, es detenido.
Sometido a Consejo de Guerra no serán tenidos en cuenta sus méritos ni las alegaciones que en su defensa realizan Vara de Rey y otros compañeros, ni el hecho de haber salvado a la ciudad de Sevilla de un bombardeo. Por sentencia de 20 de septiembre de 1936, Rafael Martínez Esteve será expulsado del Ejército con deshonor y condenado a muerte.
Encerrado en la Prisión Militar de la plaza de España de Sevilla, será más tarde, a comienzos de noviembre, trasladado al castillo de Santa Catalina, en Cádiz, cuando la pena de muerte le sea conmutada, en el mes de octubre de 1936, por la inmediata inferior de treinta años de prisión mayor.
Estuvo en prisión algunos años, siendo liberado posteriormente. Falleció en Madrid en 1965.

## Obras
- Una aventura en el desierto: (Del vuelo Madrid-Manila). Espasa Calpe, 1926.
- Memoria de un vuelo transatlántico.[1]